# Hypocrita excellens
Hypocrita excellens là một loài bướm đêm thuộc phân họ Arctiinae, họ Erebidae.